# オハイオ州猛獣脱走事件
オハイオ州猛獣脱走事件（おはいおしゅうもうじゅうだっそうじけん）とは、2011年にアメリカ合衆国で起きた事件。

## 経緯
2011年10月18日に、オハイオ州ゼインズビルの「マスキンガム郡アニマルファーム」の所有者であったテリー・トンプソンが56匹（ベンガルトラ18頭、ライオン17頭、ツキノワグマ6頭、ピューマ3頭、ハイイログマ3頭、ヒヒとオオカミ2頭、ヒョウ3頭、サル2匹、マカクザル1匹）を逃がし、自分は自殺した。
住民による「外に猛獣がいる」という通報で事件が発覚。すぐに周辺は封鎖され、保安官や地元のコロンブス動物園（Columbus Zoo and Aquarium　英語版）にいたトラッキングが出来る専門家らによって捜索が開始された。住民には外出禁止が呼びかけられ、19日は周辺の学校も休校になった。
当初は動物園からの応援を得て麻酔銃を使って捕獲を試みたが、急な事であった為に弾の数は限られており、しかもトラが走り出した為にやむなく射殺を決断。結局、48匹が死亡した。 ヒョウなど6匹は元の家で発見された。 これらの動物は落ち着いてから動物園に送られたが、一匹は負傷しておりその後安楽死された。1匹のマカクザルは逃走し、その後も行方が分かっていない。

## 反応
事件には様々な反応があった。多くの動物を射殺した保安官の対応には批判が集まったが、コロンブス動物園の関係者は結果を嘆いたものの「仕方がなかった」として、保安官を擁護した。
一方で、PETAは、今回の事件の原因は外来種を無許可で飼育できるオハイオ州の法律にあるとして州を批判した。オハイオ州知事のジョン・カジッチは事件を受けて外来種の動物の販売の一時停止を求めた。